# Stenoptilodes
Stenoptilodes är ett släkte av fjärilar. Stenoptilodes ingår i familjen fjädermott.

## Dottertaxa tillStenoptilodes, i alfabetisk ordning[1]
- Stenoptilodes albiciliata
- Stenoptilodes albida
- Stenoptilodes albidorsella
- Stenoptilodes antirrhina
- Stenoptilodes auriga
- Stenoptilodes baueri
- Stenoptilodes bifida
- Stenoptilodes brachymorpha
- Stenoptilodes brevipennis
- Stenoptilodes canadensis
- Stenoptilodes carolina
- Stenoptilodes cooleyi
- Stenoptilodes crenulata
- Stenoptilodes duckworthi
- Stenoptilodes edwardsii
- Stenoptilodes fragilis
- Stenoptilodes gielisi
- Stenoptilodes gilvicolor
- Stenoptilodes gorgoniensis
- Stenoptilodes grandis
- Stenoptilodes immaculata
- Stenoptilodes inceptrix
- Stenoptilodes insularis
- Stenoptilodes juanfenandicus
- Stenoptilodes littoralis
- Stenoptilodes lutescens
- Stenoptilodes maea
- Stenoptilodes modesta
- Stenoptilodes nana
- Stenoptilodes orthocarpi
- Stenoptilodes petrodactyla
- Stenoptilodes rhynchophora
- Stenoptilodes rubricans
- Stenoptilodes schwarzi
- Stenoptilodes seeboldi
- Stenoptilodes sematodactyla
- Stenoptilodes shastae
- Stenoptilodes sythoffi
- Stenoptilodes taprobanes
- Stenoptilodes terlizzii
- Stenoptilodes vittata
- Stenoptilodes xylopsamma